# Liste der Stolpersteine in Alsdorf
In der Liste der Stolpersteine in Alsdorf werden die vorhandenen Gedenksteine aufgeführt, die im Rahmen des Projektes Stolpersteine des Künstlers Gunter Demnig bisher in Alsdorf verlegt worden sind.

## Verlegte Stolpersteine
| Adresse                          | Name                     | Inschrift | Verlegedatum  | Bild | Anmerkung                                                 |
| -------------------------------- | ------------------------ | --- | ------------- | ---- | --------------------------------------------------------- |
| Annastraße 14 (Standort)         | Moritz ‘Moshe’Nissenbaum | Hier wohnte Moritz ‘Moshe’ Nissenbaum Jg. 1924 Flucht 1935 Palästina                                                                            | 1. Juli 2018  |      |                                                           |
| Annastraße 14 (Standort)         | Leo Nissenbaum           | Hier wohnte Leo Nissenbaum Jg. 1921 Flucht 1935 Palästina                                                                                       | 1. Juli 2018  |      |                                                           |
| Annastraße 14 (Standort)         | Feiga Nissenbaum         | Hier wohnte Feiga Nissenbaum Geb.Herschkowitz Jg. 1893 Flucht 1935 Palästina                                                                    | 1. Juli 2018  |      |                                                           |
| Annastraße 14 (Standort)         | Hermann Nissenbaum       | Hier wohnte Hermann Nissenbaum Jg. 1896 Flucht 1935 Palästina                                                                                   | 1. Juli 2018  |      |                                                           |
| Annastraße 45 (Standort)         | Urbach Bereck            | Hier wohnte Urbach Bereck Jg. 1896 Schicksal unbekannt                                                                                          | 27. Jan. 2015 |      |                                                           |
| Bahnhofstraße 49 (Standort)      | Franziska Alexander      | Hier wohnte Franziska Alexander Jg. 1876 Deportiert 1942 Theresienstadt 1942 Treblinka Ermordet                                                 | 13. Dez. 2023 |      |                                                           |
| Bahnhofstraße 54 (Standort)      | Julius Elkan             | Hier wohnte Julius Elkan Jg. 1875 Flucht Holland Interniert Westerbork Deportiert 1943 Sobibor Ermordet 14.5.1943                               | 14. Juli 2016 |      |                                                           |
| Bahnhofstraße 54 (Standort)      | Mathilde Elkan           | Hier wohnte Mathilde Elkan Geb. Salomon Jg. 1876 Flucht Holland Interniert Westerbork Deportiert 1943 Sobibor Ermordet 14.5.1943                | 14. Juli 2016 |      |                                                           |
| Bahnhofstraße 54 (Standort)      | Rose Elkan               | Hier wohnte Rosa Elkan Jg. 1909 Flucht Holland Interniert Westerbork Deportiert 1942 Auschwitz Ermordet 30.9.1942                               | 14. Juli 2016 |      |                                                           |
| Bahnhofstraße 54 (Standort)      | Philipp Elkan            | Hier wohnte Philipp Elkan Jg. 1911 Flucht Holland Interniert Westerbork Deportiert 1941 Mauthausen Ermordet 24.9.1941                           | 14. Juli 2016 |      |                                                           |
| Bahnhofstraße 54 (Standort)      | Hedwig Elkan             | Hier wohnte Hedwig Elkan Jg. 1919 Flucht Belgien Deportiert 1942 Auschwitz Ermordet 30.9.1942                                                   | 14. Juli 2016 |      |                                                           |
| Broicher Straße 11 (Standort)    | Erich Zwiebel            | Hier wohnte Erich Zwiebel Jg. 1899 Polenaktion 1938 Flucht Frankreich Interniert Drancy Deportiert 1943 Auschwitz Ermordet 17.4.1945 Mauthausen | 8. Mai 2015   |      | geboren am 13. September 1899 in Stanislawow              |
| Broicher Straße 22 (Standort)    | Leo Aksstein             | Hier wohnte Leo Aksstein Jg. 1894 Schicksal unbekannt                                                                                           | 10. Nov. 2012 |      |                                                           |
| Jakobstraße 1 (Standort)         | Abraham Lucas            | Hier wohnte Abraham Lucas Jg. 1878 Flucht 1939 Holland tot 5.5.1941 Heerlen                                                                     | 27. Jan. 2014 |      |                                                           |
| Jakobstraße 1 (Standort)         | Ester Lucas              | Hier wohnte Ester Lucas geb. Roer Jg. 1877 Flucht 1941 England überlebt                                                                         | 27. Jan. 2014 |      |                                                           |
| Jakobstraße 27 (Standort)        | Josef Breuer             | Hier wohnte Josef Breuer Jg. 1918 seit 1927 verschiedene Heilanstalten 'verlegt' 19.5.1943 Heilanstalt am Steinhof ermordet 1.4.1944            | 14. Juli 2016 |      | [ 4 ]                                                     |
| Jakobstraße 43 (Standort)        | Friedrich Mimetz         | Hier wohnte Friedrich Mimetz Jg. 1906 Flucht Holland interniert Westerbork deportiert 1943 Sobibor ermordet 16.7.1943                           | 9. Nov. 2024  |      | [ 5 ] [ 6 ] [ 7 ]                                         |
| Jakobstraße 43 (Standort)        | Jenny Mimetz             | Hier wohnte Jenny Mimetz geb. Elkan Jg. 1912 Flucht Holland interniert Westerbork deportiert 1943 Sobibor ermordet 16.7.1943                    | 9. Nov. 2024  |      | [ 8 ]                                                     |
| Jakobstraße 43 (Standort)        | Emmi Mimetz              | Hier wohnte Emmi Mimetz Jg. 1905 deportiert 1942 Ghetto Warschau ermordet                                                                       | 9. Nov. 2024  |      |                                                           |
| Jakobstraße 43 (Standort)        | Sophie Mimetz            | Hier wohnte Sophie Mimetz Jg. 1901 Schicksal unbekannt                                                                                          | 9. Nov. 2024  |      |                                                           |
| Jülicher Straße 124 (Standort)   | Benjamin Weil            | Hier wohnte Benjamin Weil Jg. 1876 Deportiert 1942 Schicksal unbekannt                                                                          | 14. Juli 2016 |      |                                                           |
| Jülicher Straße 124 (Standort)   | Sara Weil                | Hier wohnte Sara Weil Geb. Daniel Jg. 1877 Deportiert 1942 Schicksal unbekannt                                                                  | 14. Juli 2016 |      |                                                           |
| Jülicher Straße 124 (Standort)   | Else Weil                | Hier wohnte Else Weil Jg. 1903 Deportiert 1941 Minsk Ermordet                                                                                   | 14. Juli 2016 |      |                                                           |
| Jülicher Straße 124 (Standort)   | Lina Weil                | Hier wohnte Lina Weil Jg. 1905 Deportiert 1941 Riga Ermordet                                                                                    | 14. Juli 2016 |      |                                                           |
| Jülicher Straße 124 (Standort)   | Karl Weil                | Hier wohnte Karl Weil Jg. 1906 Flucht Belgien Interniert Mechelen Deportiert 1942 Auschwitz Ermordet 30.11.1942                                 | 14. Juli 2016 |      |                                                           |
| Jülicher Straße 124 (Standort)   | Hedwig Weil              | Hier wohnte Hedwig Weil Jg. 1910 Schicksal unbekannt                                                                                            | 14. Juli 2016 |      |                                                           |
| Jülicher Straße 203 (Standort)   | Max Voss                 | Hier wohnte Max Voss Jg. 1879 Deportiert 1941 Izbica Ermordet                                                                                   | 14. Juli 2016 |      |                                                           |
| Jülicher Straße 203 (Standort)   | Hilde Voss               | Hier wohnte Hilde Voss Flucht Palästina | 14. Juli 2016 |      |                                                           |
| Jülicher Straße 203 (Standort)   | Walter Voss              | Hier wohnte Walter Voss Jg. 1910 Flucht Palästina                                                                                               | 14. Juli 2016 |      |                                                           |
| Jülicher Straße 203 (Standort)   | Hedwig Voss              | Hier wohnte Hedwig Voss geb. Moses Jg. 1877 Deportiert 1941 Izbica Ermordet                                                                     | 14. Juli 2016 |      |                                                           |
| Kirchstraße 32 (Standort)        | Wilhelmine Heymann       | Hier wohnte Wilhelmine Heymann geb. Klee Jg. 1862 Deportiert 1941 Ermordet im besetzten Polen                                                   | 3. Juli 2021  |      |                                                           |
| Kirchstraße 32 (Standort)        | Selma Heymann            | Hier wohnte Selma Heymann Jg. 1885 Deportiert Schicksal unbekannt                                                                               | 3. Juli 2021  |      |                                                           |
| Kirchstraße 32 (Standort)        | Friedrich Heymann        | Hier wohnte Friedrich Heymann Jg. 1886 Schicksal unbekannt                                                                                      | 3. Juli 2021  |      |                                                           |
| Kirchstraße 32 (Standort)        | Ludwig Heymann           | Hier wohnte Ludwig Heymann Jg. 1890 ´Schutzhaft´ 1938 Sachsenhausen Deportiert 1938 Izbica Ermordet                                             | 3. Juli 2021  |      |                                                           |
| Kirchstraße 32 (Standort)        | Jenny Heymann            | Hier wohnte Jenny Heymann Jg. 1895 Deportiert 1942 Schicksal unbekannt                                                                          | 3. Juli 2021  |      |                                                           |
| Kirchstraße 32 (Standort)        | Johanna Heymann          | Hier wohnte Johanna Heymann Jg. 1901 Schicksal unbekannt                                                                                        | 3. Juli 2021  |      |                                                           |
| Kirchstraße 92 (Standort)        | Selig Keller             | Hier wohnte Selig Keller Jg. 1886 'Schutzhaft’ 1938 Buchenwald ermordet 1942 Theresienstadt                                                     | 9. Nov. 2014  |      | geboren am 8. Februar 1886 in Höngen                      |
| Kirchstraße 92 (Standort)        | Helene Keller            | Hier wohnte Helene Keller geb. Heymanns Jg. 1893 deportiert 1942 ermordet in Theresienstadt                                                     | 9. Nov. 2014  |      | geboren am 12. April 1893 in Groenlo                      |
| Körnerstraße 11 (Standort)       | Mendel Kohn              | Hier wohnte Mendel Kohn Jg. 1899 ´Polenaktion´ 1938 Bentschen/Zbaszyn Ermordet im besetzten Polen                                               | 13. Dez. 2023 |      |                                                           |
| Körnerstraße 11 (Standort)       | Betty Kohn               | Hier wohnte Betty Kohn Jg. 1929 Flucht USA | 13. Dez. 2023 |      |                                                           |
| Körnerstraße 11 (Standort)       | Isaak Kohn               | Hier wohnte Isaak Kohn Jg. 1899 ´Polenaktion´ 1938 Bentschen/Zbaszyn Ermordet im besetzten Polen                                                | 13. Dez. 2023 |      |                                                           |
| Körnerstraße 11 (Standort)       | Fanny Kohn               | Hier wohnte Fanny Kohn Jg. 1909 Flucht USA | 13. Dez. 2023 |      |                                                           |
| Linnicher Straße 26 (Standort)   | Garny Koplowicz          | Hier wohnte Garny Koplowicz Jg. 1906 Deportiert 1942 ermordet in Auschwitz                                                                      | 14. Juli 2016 |      |                                                           |
| Linnicher Straße 26 (Standort)   | Srul Koplowicz           | Hier wohnte Srul Koplowicz Jg. 1898 verhaftet Mauthausen ermordet 1.3.1945                                                                      | 14. Juli 2016 |      |                                                           |
| Linnicher Straße 26 (Standort)   | Chama Tzili Koplowicz    | Hier wohnte Chama Tzili Koplowicz Jg. 1922 Deportiert Auschwitz ermordet 4.8.1942                                                               | 14. Juli 2016 |      |                                                           |
| Linnicher Straße 26 (Standort)   | Esther Koplowicz         | Hier wohnte Esther Koplowicz Jg. 1892 Deportiert Auschwitz ermordet 17.9.1942                                                                   | 14. Juli 2016 |      |                                                           |
| Rathausstraße 18 (Standort)      | Laura Weil               | Hier wohnte Laura Weil Jg. 1871 deportiert 1942 Theresienstadt ermordet 28.8.1943                                                               | 8. Mai 2014   |      | geboren am 25. März 1871 in Weiden                        |
| Rathausstraße 18 (Standort)      | Isidor Weil              | Hier wohnte Isidor Weil Jg. 1870 deportiert Theresienstadt ermordet 30.8.1942                                                                   | 8. Mai 2014   |      | geboren am 31. Juli 1870 in Alsdorf                       |
| Rathausstraße 49 (Standort)      | Philipp Marx             | Hier wohnte Philipp Marx Jg. 1857 Schicksal unbekannt                                                                                           | 4. Juli 2020  |      |                                                           |
| Rathausstraße 49 (Standort)      | Julia Marx               | Hier wohnte Julia Marx Jg. 1859 Schicksal unbekannt                                                                                             | 4. Juli 2020  |      |                                                           |
| Rathausstraße 49 (Standort)      | Max Marx                 | Hier wohnte Max Marx Jg. 1861 Deportiert 1942 Theresienstadt 1942 Treblinka ermordet                                                            | 4. Juli 2020  |      |                                                           |
| Rathausstraße 49 (Standort)      | Emanuel Marx             | Hier wohnte Emanuel Marx Jg. 1865 Deportiert 1942 Theresienstadt ermordet 12.5.1943                                                             | 4. Juli 2020  |      |                                                           |
| Rathausstraße 49 (Standort)      | Amalie Marx              | Hier wohnte Amalie Marx Jg. 1867 Deportiert 1942 Theresienstadt ermordet 3.8.1942                                                               | 4. Juli 2020  |      |                                                           |
| Rathausstraße 49 (Standort)      | Rosalie Marx             | Hier wohnte Rosalie Marx Jg. 1869 Schicksal unbekannt                                                                                           | 4. Juli 2020  |      |                                                           |
| Rathausstraße 49 (Standort)      | Emma Marx                | Hier wohnte Emma Marx Jg. 1871 unfreiwillig verzogen Aachen interniert Grüner Weg 12 Tot 23.4.1942                                              | 4. Juli 2020  |      |                                                           |
| Rathausstraße 49 (Standort)      | Helene Marx              | Hier wohnte Helene Marx Jg. 1873 Deportiert 1942 Theresienstadt 1942 Treblinka ermordet                                                         | 4. Juli 2020  |      |                                                           |
| Robert-Koch-Straße 29 (Standort) | Israel Weinblum          | Hier wohnte Israel Weinblum Jg. 1910 deportiert 1942 Auschwitz ermordet 28.2.1943                                                               | 14. Juli 2016 |      |                                                           |
| Robert-Koch-Straße 29 (Standort) | Esther Weinblum          | Hier wohnte Esther Weinblum Jg. 1921 deportiert 1942 Auschwitz ermordet 29.10.1942                                                              | 14. Juli 2016 |      |                                                           |
| Robert-Koch-Straße 29 (Standort) | Frieda Weinblum          | Hier wohnte Frieda Weinblum Jg. 1924 deportiert 1942 Auschwitz ermordet 29.10.1942                                                              | 14. Juli 2016 |      |                                                           |
| Robert-Koch-Straße 29 (Standort) | Max Weinblum             | Hier wohnte Max Weinblum Jg. 1880 verhaftet 25.3.1942 Mauthausen ermordet 14.10.1942                                                            | 14. Juli 2016 |      |                                                           |
| Robert-Koch-Straße 29 (Standort) | Anna Riefka Weinblum     | Hier wohnte Anna Riefka Weinblum geb. Laskowski Jg. 1895 deportiert 1942 Auschwitz ermordet 29.10.1942                                          | 14. Juli 2016 |      |                                                           |
| Robert-Koch-Straße 29 (Standort) | Bertha Weinblum          | Bertha Weinblum Jg. 1926 deportiert 1942 Auschwitz ermordet 29.10.1942                                                                          | 14. Juli 2016 |      |                                                           |
| Schillerstraße 33 (Standort)     | Max Lucas                | Hier wohnte Max Lucas Jg. 1928 deportiert 1942 Schicksal unbekannt                                                                              | 9. Nov. 2013  |      | geboren am 9. Mai 1928 in Aachen                          |
| Schillerstraße 33 (Standort)     | Elfriede Lucas           | Hier wohnte Elfriede Lucas Jg. 1920 Flucht 1939 Argentinien überlebt                                                                            | 9. Nov. 2013  |      |                                                           |
| Schillerstraße 33 (Standort)     | Sophie Lucas             | Hier wohnte Sophie Lucas geb. Solzberger Jg. 1890 deportiert 1942 Schicksal unbekannt                                                           | 9. Nov. 2013  |      | geborene Sulzberger geboren am 19. Juni 1890 in Wiesbaden |
| Schillerstraße 33 (Standort)     | Michael Lucas            | Hier wohnte Michael Lucas Jg. 1875 deportiert 1942 Schicksal unbekannt                                                                          | 9. Nov. 2013  |      | geboren am 9. November 1875 in Höngen                     |
| Schillerstraße 119 (Standort)    | Josef Keller             | Hier wohnte Josef Keller Jg. 1887 Flucht 1938 Holland versteckt / überlebt                                                                      | 14. Dez. 2009 |      |                                                           |
| Schillerstraße 119 (Standort)    | Johanna Keller           | Hier wohnte Johanna Keller geb. Lucas Jg. 1880 Flucht 1938 Holland versteckt / überlebt                                                         | 14. Dez. 2009 |      |                                                           |
| Schillerstraße 119 (Standort)    | Änni Levy                | Hier wohnte Änni Levy geb. Keller Jg. 1903 Flucht 1935 Holland / Palästina überlebt                                                             | 14. Dez. 2009 |      |                                                           |
| Schillerstraße 119 (Standort)    | Walter Keller            | Hier wohnte Walter Keller Jg. 1906 Flucht 1934 Holland interniert Westerbork deportiert Flossenburg ermordet 15.4.1944                          | 14. Dez. 2009 |      | geboren am 17. Mai 1906 in Höngen                         |
| Schillerstraße 119 (Standort)    | Herta Levij              | Hier wohnte Herta Levij geb. Keller Jg. 1909 Flucht 1935 Holland interniert Westerbork deportiert Sobibor ermordet 16.7.1943                    | 14. Dez. 2009 |      | geboren am 29. Januar 1909 in Höngen                      |
| Schillerstraße 119 (Standort)    | Ernst Keller             | Hier wohnte Ernst Keller Jg. 1911 Flucht 1934 Holland versteckt / überlebt                                                                      | 14. Dez. 2009 |      |                                                           |